# Klub Ołeksandra Jacenki
Klub Ołeksandra Jacenki lub Klub 250 – potoczna nazwa grupy ukraińskich futsalistów, którzy podczas swojej kariery strzelili minimum 250 goli w rozgrywkach najwyższej ligi Mistrzostw Ukrainy w futsalu, Pucharu Ukrainy, Superpucharu Ukrainy, europejskich Pucharów oraz oficjalnych i towarzyskich meczach narodowej i studenckiej reprezentacji Ukrainy. Ołeksandr Jacenko pierwszy osiągnął ten cel. Ostatnim członkiem klubu został 9 listopada 2013 Wałerij Zamiatin.

## Członkowie klubu
stan na 12 listopada 2013:
| Miejsce | Piłkarz           | Liczba goli | Mistrzostwa Ukrainy | Puchar Ukrainy | Superpuchar Ukrainy | Europuchary | Reprezentacja Ukrainy | Reprezentacja Ukrainy |
| Miejsce | Piłkarz           | Liczba goli | Mistrzostwa Ukrainy | Puchar Ukrainy | Superpuchar Ukrainy | Europuchary | narodowa              | studencka             |
| ------- | ----------------- | ----------- | ------------------- | -------------- | ------------------- | ----------- | --------------------- | --------------------- |
| 1       | Ihor Moskwyczow   | 733         | 530                 | 109            | 0                   | 30          | 58                    | 6                     |
| 2       | Ołeksandr Kosenko | 423         | 300                 | 63             | 0                   | 9           | 39                    | 12                    |
| 3       | Maksym Pawłenko   | 416         | 324                 | 52             | 1                   | 23          | 16                    | 0                     |
| 4       | Serhij Koridze    | 400         | 279                 | 41             | 0                   | 2           | 60                    | 18                    |
| 5       | Witalij Bruńko    | 398         | 311                 | 64             | 0                   | 6           | 8                     | 9                     |
| 6       | Ramis Mansurow    | 334         | 241                 | 54             | 0                   | 22          | 14                    | 3                     |
| 7       | Wałentyn Cwełych  | 321         | 278                 | 39             | 1                   | 3           | 0                     | 0                     |
| 8       | Ołeh Mirosznyk    | 311         | 248                 | 48             | 0                   | 10          | 5                     | 0                     |
| 9       | Ołeksandr Jacenko | 296         | 246                 | 50             | 0                   | 0           | 0                     | 0                     |
| 10      | Heorhij Melnikow  | 272         | 184                 | 53             | 1                   | 12          | 16                    | 6                     |
| 11      | Ihor Krajewski    | 258         | 242                 | 14             | 0                   | 0           | 0                     | 2                     |
| 12-13   | Ołeksandr Chursow | 250         | 189                 | 28             | 0                   | 1           | 15                    | 7                     |
| 12-13   | Wałerij Zamiatin  | 250         | 179                 | 40             | 0                   | 2           | 20                    | 9                     |

* Czcionką pogrubioną oznaczone piłkarze, którzy nadal grają
A oto najbliżsi kandydaci do Klubu Ołeksandra Jacenki:
- Serhij Sytin - 243 goli
- Ołeksandr Moskaluk - 239 goli
- Jewhen Rohaczow - 235 goli
- Wałerij Łehczanow - 231 gol.